# James D. Phelan
James Duval Phelan (ur. 20 kwietnia 1861 w San Francisco, zm. 7 sierpnia 1930 w Saratoga) – amerykański polityk, członek Partii Demokratycznej.

## Działalność polityczna
Od 4 stycznia 1897 do 7 stycznia 1902 był burmistrzem San Francisco. W okresie od 4 marca 1915 do 3 marca 1921 był senatorem Stanów Zjednoczonych z Kalifornii (3. Klasa).